# Muszan
Muszan (hangul: 무산군, Muszan-kun, handzsa: 茂山郡, RR: Musan-kun, ’dús hegy’) megye Észak-Koreában, Észak-Hamgjong (Hamgyŏng) tartományban.
A megye eredetileg Kogurjo (Koguryŏ) része volt, a 660-as évek második felétől egészen 926-ig Palhe (Palhae) fennhatósága alá tartozott. Mai nevét először 1438-ban nyerte el, ekkor még az „öreg dús hegy” jelentéssel bíró Komuszan (Komusan) (고무산; 古茂山) alakban, amelyet a területén található, fákkal dúsan borított magas hegy miatt kapott. Ekkor még Purjong (Puryŏng) megye része volt. 1674-ben átnevezték Muszan (Musan)ra, 1684-ben pedig Muszan-pu (Musan-pu)ra (무산부; 茂山府). 1694-ben Purjong (Puryŏng) és Hörjong (Hoeryŏng) megyék területeinek egy részét hozzácsatolták. 1895-ben megyei rangra emelték, előbb Kjongszong (Kyŏngsŏng) közigazgatása alá sorolták be, egy évvel később pedig a tartományi rendszer visszaállítása és Hamgjong (Hamgyŏng) tartomány 1896-os kettéosztása után Észak-Hamgjong (Hamgyŏng) tartományhoz került. 1946-ban a közigazgatási átszervezések nyomán területeinek egy részét Jonsza (Yŏnsa) megyéhez, illetve Rjanggang (Ryanggang) tartomány Tehongdan (Taehongdan), Szamdzsijon (Samjiyŏn), illetve Pegam (Paegam) megyéihez csatolták. 1977 novemberétől Cshongdzsin (Ch'ŏngjin) város része lett, 1985 júliusától ismét önálló megye.

## Földrajza
Északnyugatról a Tumen (koreaiul: Tuman) túlpartján Kína Csilin (Jilin) tartománya, északkeletről Hörjong (Hoeryŏng) város, keletről Purjong (Puryŏng) megye és Cshongdzsin (Ch'ŏngjin) város, délről Kjongszong (Kyŏngsŏng) megye, délnyugatról és nyugatról pedig Jonsza (Yŏnsa) megye határolja.
Legmagasabb pontja egy 2270 méter magas, ismeretlen nevű hegycsúcs Oncshon-ri (Onch'ŏn-ri) közelében.

## Közigazgatása
1 községből (up (ŭp)), 15 faluból (ri (ri)) és 6 munkásnegyedből (rodongdzsagu (rodongjagu)) áll:
| - Muszan-up (무산읍; 茂山邑, Musan-ŭp) - Tokszo-ri (독소리; 篤所里, Tokso-ri) - Rimgang-ri (림강리; 臨江里, Rimgang-ri) - Munam-ri (문암리; 文岩里, Munam-ri) - Minbong-ri (민봉리; 閔峯里, Minbong-ri) - Pakcshon-ri (박천리; 朴川里, Pakch'ŏn-ri) - Szangcshang-ri (상창리; 上倉里, Sangch'ang-ri) - Szegol-ri (새골리; 새골里, Saegol-ri) - Szoho-ri (서호리; 西湖里, Sŏho-ri) - Obong-ri (오봉리; 五峯里, Obong-ri) - Oncshon-ri (온천리; 溫泉里, Onch'ŏn-ri) | - Csicsho-ri (지초리; 芝草里, Chich'o-ri) - Cshaju-ri (차유리; 車踰里, Ch'ayu-ri) - Cshilszong-ri (칠성리; 七星里, Ch'ilsŏng-ri) - Phungszan-ri (풍산리; 豊山里, P'ungsan-ri) - Hungam-ri (흥암리; 興岩里, Hŭngam-ri) - Kangszon-rodongdzsagu (강선로동자구; 降仙勞動者區, Kangsŏn-rodongjagu) - Namszan-rodongdzsagu (남산로동자구; 南山勞動者區, Namsan-rodongjagu) - Majang-rodongdzsagu (마양로동자구; 馬養勞動者區, Mayang-rodongjagu) - Szambong-rodongdzsagu (삼봉로동자구; 三峯勞動者區, Sambong-rodongjagu) - Csucsho-rodongdzsagu (주초로동자구; 朱草勞動者區, Chuch'o-rodongjagu) - Cshangnjol-rodongdzsagu (창렬로동자구; 彰烈勞動者區, Ch'angryŏl-rodongjagu) |

## Gazdaság
Muszan (Musan) megye gazdaságát hagyományosan a vasércbányászat, a fakitermelés és a burgonyatermesztés alkotta, azonban a termelés 1945-ig elhanyagolható volt az elavult technológia miatt. 1945 után az iparosítás a bányaipar fejlődésének kedvezett, így napjainkban ez tekinthető a megye húzóágazatának. A megye legnagyobb és legfontosabb ipari létesítménye a Muszani (Musani) Bányászati Egyesített Ipartelep (무산광산련합기업소; 茂山鑛山聯合企業所). Az erdőgazdálkodás és a fakitermelés napjainkban másodlagos szerepet tölt be a megye gazdasági életében, megközelítőleg tíz erdészház és fakitermelő telep található Muszanban (Musanban), köztük a Majangi (Mayangi) Rétegelt lemez- és Keményfatermelő Telep (마양합판원목생산사업소; 馬養合板原木生産事業所), illetve a Jonszangi (Yŏnsangi) Erdészeti Telep (연상림산사업소; 延上林産事業所).

## Oktatás
Muszan (Musan) megye egy ipari egyetemnek, egy bányaipari főiskolának és ismeretlen számú általános, illetve középiskolának ad otthont.

## Egészségügy
A megye ismeretlen számú egészségügyi intézménnyel rendelkezik, köztük egy megyei szintű kórházzal, és több másik kórházzal, illetve klinikával.

## Közlekedés
A megye közutakon a szomszédos megyék felől közelíthető meg. A megye vasúti kapcsolattal rendelkezik, a Muszan (Musan) vasútvonal és a Pengmu (Paengmu) vasútvonal része. Ezen felül rendelkezik saját bányavasúttal is.